# Hikayat Raja-raja Pasai
Hikayat Raja-raja Pasai (etwa: Geschichte der Herrscher von Pasai) aus dem 14. Jahrhundert ist die früheste der malaiischen Chroniken (Hikayat).

## Einführung
Das als ältestes malaiisches Geschichtswerk geltende Werk beschreibt die Ereignisse der 2. Hälfte des 13. bis Mitte des 14. Jahrhunderts und der Geschichte des Fürstentums Samudera-Pasai in Nord-Sumatra, dessen Gründung, die Annahme des Islam durch seine Herrscher und die Beziehungen zu den Nachbarstaaten. Mythologische Motive und Legenden werden in der Chronik mit historisch zuverlässigen Daten verwoben.
Die Authentizität der in der Chronik beschriebenen Ereignisse wird durch die Aussagen europäischer und asiatischer Reisender sowie durch die in Nord-Sumatra verbliebenen datierten Grabsteine der Hauptpersonen der Chronik bestätigt. Die Rolle von Pasai bei der Ausbreitung des Islam im indonesischen Archipel wird auch in anderen malaiischen Geschichtswerken hervorgehoben.
1987 veröffentlichte der britische Orientalist Russell Jones (1926–2019) eine neue Ausgabe, was die letzte Ausgabe von A. H. Hill ersetzte, die posthum und somit ohne die endgültige Genehmigung des Herausgebers erschienen war.
Von der russischen Orientalistin und Übersetzerin antiker malaiischer Manuskripte Ljubow Witaljewna Gorjajewa stammt eine neuere russische Übersetzung (Moskau, 2015).